# Джастін Нжинмах
Джастін Гідеон Нжинмах (нім. Justin Gideon Njinmah, нар. 15 листопада 2000, Гамбург, Німеччина) — німецький футболіст нігерійського походження, нападник клубу «Вердер».

## Ігрова кар'єра
Джастін Нжинмах народився у місті Гамбург і першим його клубом став «Гольштайн» з міста Кіль. З 2019 року футболіст виступав у другій команді клубу у Регіональній лізі.
Влітку 2021 року футболіст підписав контракт з клубом Бундесліги «Вердер», де він продовжив кар'єруму дублюючому складі. З наступного сезону 2022/23 футболіста було внесено до заявки першої команди. Але в основі Нжинмах не провів жодного матчу і відправився в оренду до дортмундської «Боруссії». Граючи у дублі «Боруссії», Нжинмах провів одну гру в першій команді.
Перед сезоном 2023/24 Нжинмах повернувся до «Вердера».